# Mayra Camino
Mayra Camino Vilaró (n. 1962) es una profesora, micóloga, y botánica, curadora cubana. En 1985 obtuvo su licenciatura en Ciencias biológicas, en la Universidad de La Habana, en esa misma alta casa de estudios, el M.Sc. en Botánica con mención en Micología, en 1999; y en 2007, su doctorado.
Desarrolla actividades académicas en el "Laboratorio de Micología y Sistemática", en el Jardín Botánico Nacional de Cuba, en La Habana, como investigadora desde 1985. Ha realizado expediciones botánicas por la isla. Fue curadora del herbario micológico (HAJB), de 1987 a 1992.
Es coeditora de la Revista del Jardín Botánico de Cuba.

## Algunas publicaciones
- m.c. Camino Vilaró, h. Iglesias Brito, j. Mena Portales, d.w. Minter, m. Rodríguez Hernández. 2003. Mapas de Distribución Computarizados de los Hongos del Caribe. Middlesex, Isleworth; PDMS Publishing ISBN 0 9540169 4 7

- ------------------------, g. Moreno, a. Castillo, c. Illana. 2003. Revision of the family Stemonitaceae in Cuba. Mycotaxcon 88: 315-331

- r. Castañeda, d. Minter, m. Camino Vilaró, m. Saikagua, m. Velázquez. 2003. Aracnospora insolita a new genus and specie and some other hyphomycetes from Banao, Sancti Spíritus. Mycotaxon 87: 385-393

- m. Rodríguez Hernández, m. Camino Vilaró. 2002. Hongos epifilos de la Sierra del Rosario (Pinar del Río, Cuba). Revista Jard. Bot. Nac. Univ. Habana 23 (1): 85-89

- m. Camino Vilaró. 2002. Nuevos registros de la familia Stemonitaceae (Myxomycetes) para Cuba: Lamproderma scintillans y Stemonitis smithii. Revista Jard. Bot. Nac. Univ. Habana 23 (1): 85-89

- ----------------------, j.m. Pérez Martínez. 2001. Los Myxomycetes de la Reserva Ecológica "Alturas de Banao" (El Naranjal) Sancti Spíritus. Revista Jard. Bot. Nac. Univ. Habana 22 (1): 109-117

- ----------------------, -----------------------. 2000. El género Arcyria A.Wigg. (Trichiales- Myxomycetes) en Cuba. Revista Jard. Bot. Nac. Univ. Habana 21 (1): 115-126

- j.m. Pérez Martínez, m. Camino Vilaró. 2000. Riqueza micológica en un sitio natural del Jardín Botánico Nacional. Revista Jard. Bot. Nac. Univ. Habana 21 (1)

- m. Camino Vilaró, r. Soteras Acosta, a. Leiva Sánchez, g. Montesinos Gil. 1998. Sisplant: software para el manejo de la colección de plantas vivas del Jardín Botánico Nacional. Revista Jard. Bot. Nac. Univ. Habana 19:163-164

- ----------------------. 1998. Myxomycetes de Cuba.II. Orden Stemonitales. Revista Jard. Bot. Nac. Univ. Habana 19:147-153

- ----------------------. 1998. Los Myxomycetes del Hoyo de Bonet, Sierra de Cubitas, Camagüey. Revista Jard. Bot. Nac. Univ. Habana 19:161-162

## Honores
Miembro de
- cofundadora de "Latin American Association of Mycology (ALM)", y secretaria durante dos periodos (1990-1993, 1993-1996)
- secretaria del Comité Organizador de dos Congresos Latinoamericanos de Micología (1993, 1996)
- participante y miembro del Comité Organizador de dos Exhibiciones Nacionales de Fungi (1991, 1993) en el Jardín Botánico Nacional, de Cuba
- Sociedad Cubana de Botánica
- Asociación Latinoamericana de Botánica, 1989
- Asociación Latinoamericana de Micología, 1990 - actual

Distinciones
- Premio Academia de Ciencias de Cuba 2003: Diversidad y Conservación de los Hongos en el Caribe

- La abreviatura «Camino» se emplea para indicar a Mayra Camino como autoridad en la descripción y clasificación científica de los vegetales.[6]